# Ostrowo (Władysławowo)
Ostrowo (deutsch Ostrau, Kreis Putzig/Neustadt; kaschubisch Òstrowò) ist ein Dorf und Sołectwo (Schulzenamt) der Stadt-und-Land-Gemeinde Władysławowo im Powiat Pucki der Woiwodschaft Pommern in Polen.

## Geographie

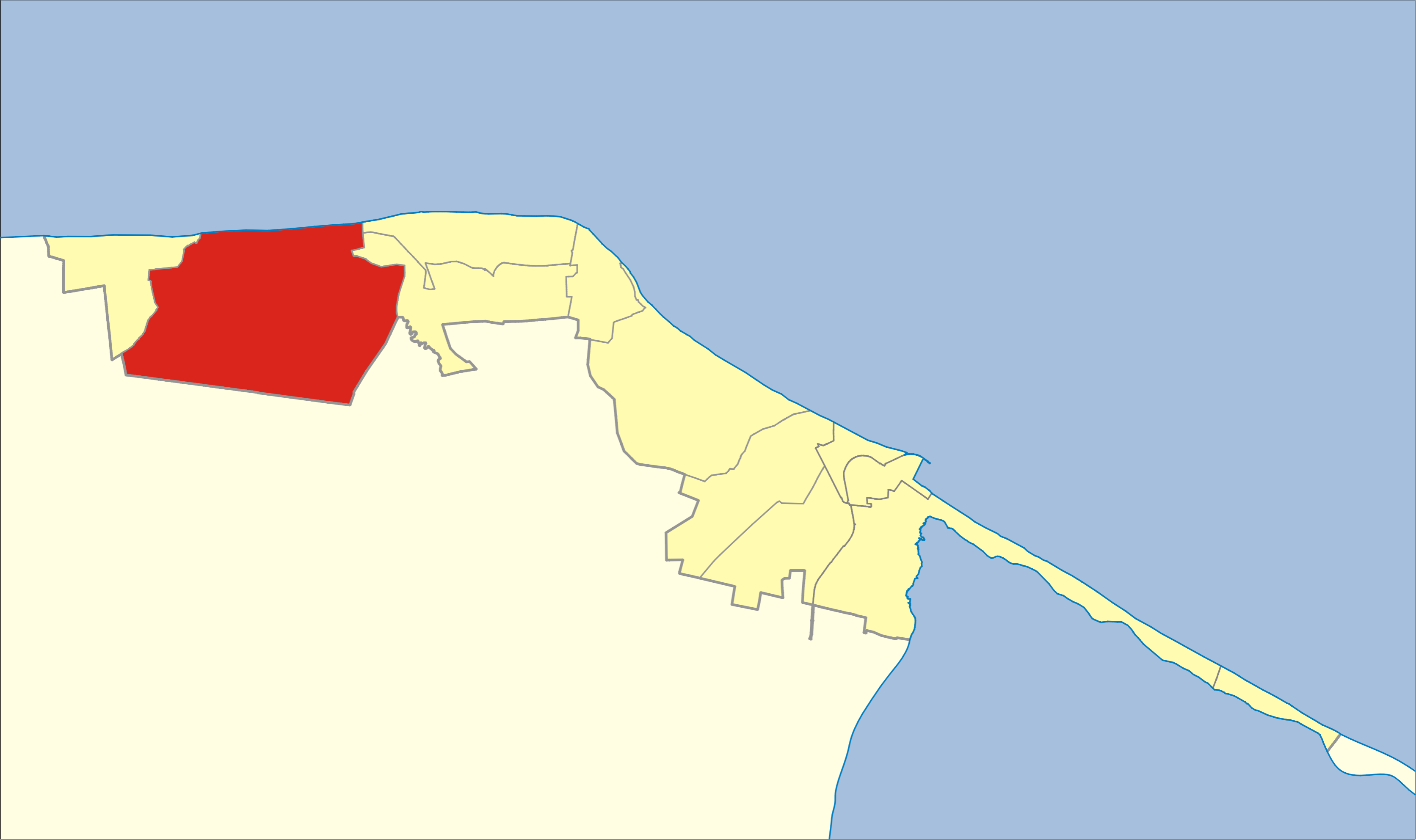
Lage von Ostrowo in der Gemeinde

Der Badeort liegt in Pommerellen und Kaschubien, 11 Kilometer westlich der Stadt Władysławowo (Großendorf), 16 Kilometer nordwestlich der Stadt Puck (Putzig) und etwa 40 Kilometer nordwestlich von Gdynia (Gdingen). Nachbarorte sind Jastrzębia Góra (Habichtsberg) und Tupadły (Tupadel) im Osten, Mieroszyno (Miruschin) im Südosten, Parszkowo (Parschkau) im Süden, Sławoszyno (Slawoschin) im Südwesten und Karwieńskie Błoto (Karwenbruch) sowie Karwia (Karwen) im Westen.
Die Ostsee liegt im Norden hinter Dünengürtel und Steilküste, die Zatoka Pucka (Putziger Wiek) ist zwölf Kilometer entfernt. Auf dem Ortsgebiet liegen Teile eines geschützten Torfmoors von 721,4 Hektar, Teile zweier Natura-2000-Schutzgebiete von 1341,5 und 1101,3 Hektar sowie Teile des 14940 Hektar großen Naturparks der Ostseeküste. In den geschützten Gebieten liegen Teile des 1552 genannten Ostrauer Sees. Die Czarna Woda (Czernau) umfließt den gesamten Ort und mündet im Norden in die Ostsee.

## Geschichte
Der Ort wurde 1381 erstmals als Ostroer Torfbruch, 1400 als Ostro, 1454 als Wustrow, 1552 als Ostrovy, 1662 als Ostrowe, 1772 als Ostrow und 1789 als Ostrau oder Ostrowo urkundlich genannt.
Das Gebiet bzw. der Ort gehörten bis zum Zweiten Frieden von Thorn (1466) zum Deutschordensstaat. König Sigismund II. August bestätigte am 7. September 1552 Gregor Sapula im Schulzenamt, zum „Zubehör“ gehörten neben Land, die freie Fischerei im Ostrauer See, die Holzgerechtigkeit im Karwenbruch sowie Fischerei mit dem Stücknetz auf der See.
Die Region kam nach der Ersten Teilung Polens 1773 an das Königreich Preußen. „Ostrau oder Ostrowo“ war ein „Königliches Dorf“ mit neun Feuerstellen im Kreis Dirschau und Justizkreis Stolzenberg. Katholiken besuchten die Kirche in Strellin, Evangelische waren nach Krockow eingepfarrt. Von 1887 bis 1919 gehörte der Ort zum Kreis Putzig (zuvor Kreis Neustadt in Westpreußen) in der Provinz Westpreußen des Deutschen Reichs. Er hatte den Status einer Landgemeinde im Amtsbezirk Karwenbruch (Karwieńskie Błoto). Nach Ende des Ersten Weltkriegs wurde das Kreisgebiet mit Ostrau aufgrund der Bestimmungen des Versailler Vertrags, mit Wirkung vom 20. Januar 1920, an Polen abgetreten.
Als Teil des Polnischen Korridors gehörte Ostrowo zum Powiat Pucki und wurde am 1. Januar 1927 mit diesem in den Powiat morski eingegliedert. Durch den Überfall auf Polen 1939 kam das Gebiet des Korridors völkerrechtswidrig an das Reichsgebiet und wurde dem Reichsgau Danzig-Westpreußen zugeordnet. Gegen Ende des Zweiten Weltkriegs besetzte im Frühjahr 1945 die Rote Armee das Kreisgebiet und übergab es an die Volksrepublik Polen. Die deutsche Minderheit wurde ausgewiesen.
In den Jahren von 1975 bis 1998 gehörte Ostrowo administrativ zur Woiwodschaft Danzig, der Powiat Pucki war in diesem Zeitraum aufgelöst. Es war von 1963 bis 2014 ein Stadtteil von Władysławowo. Zum 1. Januar 2015 erhielt Ostrowo den Status eines Schulzenamts der neu gebildeten Stadt-und-Land-Gemeinde Władysławowo.
Die moderne Pfarrkirche wurde 2009 fertiggestellt.
Einwohnerzahlen:
- 1872: 227
- 1905: 262
- 1910: 313
- 2011: ca. 600[6]
- 2016: 674
- 2021: 747[1]

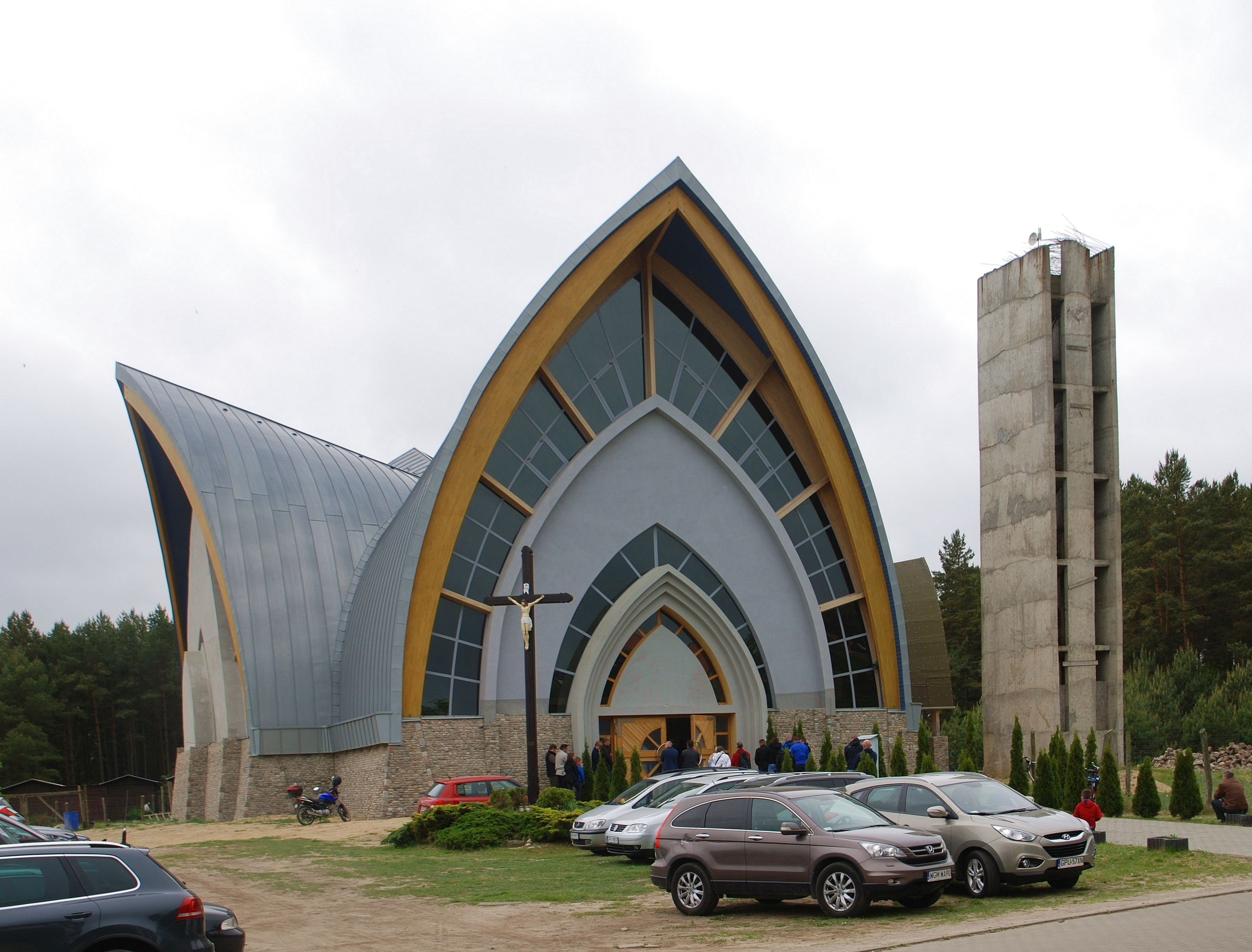
Pfarrkirche des Orts
Strand in Ostrowo
Mündung der Czarna Woda

## Verkehr
Die Woiwodschaftsstraße DW215 verläuft im Norden des Badeorts von Karwia (Karwen) nach Władysławowo (Großendorf). Von ihr führen verschiedene Wege zum Strand.
Władysławowo erhielt 1922 einen Bahnhof an der Bahnstrecke Reda–Hel (Rheda–Hela).
Der nächste internationale Flughafen ist Danzig.